# Uma Noite em 67
Uma Noite em 67 é um documentário brasileiro de 2010, dirigido por Renato Terra e Ricardo Calil.
Com imagens de arquivo da Rede Record e depoimentos de músicos como Chico Buarque, Caetano Veloso, Gilberto Gil e Roberto Carlos, o documentário conta a história da final do "3º Festival de Música Popular Brasileira", com apenas cinco semanas em cartaz alcançou 51 mil espectadores, com renda de R$ 475 mil em bilheteria e foi o documentário mais visto daquele ano.

## Sinopse
Final do III Festival da Música Popular Brasileira da TV Record, em 21 de outubro de 1967. Entre os candidatos que disputavam os principais prêmios figuravam Chico Buarque, Caetano Veloso, Gilberto Gil com Os Mutantes, Roberto Carlos, Edu Lobo e Sérgio Ricardo, protagonista da célebre quebra do violão no palco e lançado para a platéia, depois das vaias para “Beto Bom de Bola”. Com imagens de arquivo e apresentações de músicas como “Roda Viva”, “Alegria, Alegria”, “Domingo no Parque” e “Ponteio”, o filme registra o momento do tropicalismo, os rachas artísticos e políticos na época da ditadura militar e a consagração de nomes que se tornaram ídolos até hoje no cenário musical brasileiro.

## Análise do documentário

### Mistura do passado e presente: uma narrativa para recriar um momento histórico
Um documentarista é livre para contar uma história real da forma que desejar. Em Uma noite em 67 tem-se mesclado imagens de arquivo dos bastidores e das apresentações na integra de cada canção concorrente, acompanhando suas colocações. Estas são intercaladas com entrevistas atuais de diversos artistas consagrados que revelam histórias inusitadas e seus anseios da época. Dessa forma a atmosfera dos festivais é recriada. O público acaba de ver ao filme e sente um pouco do que foi vivenciar aquela noite em 67.

### Personagens para o público
Logo no início do filme, o organizador do festival, Solano Ribeiro, conta em sua entrevista que os Festivais eram antes de tudo um programa de televisão. Paulinho de Machado, diretor da TV Record, comprova o que Solano disse e revela que via o festival como um verdadeiro espetáculo de luta livre. Buscava dividir os intérpretes em papéis, visando maior interesse do público. Foi nesse ano que a plateia se consagrou como personagem, exerceu seu direito de vaiar e aplaudir sem pudor. Além disso, Zuza Homem de Mello, técnico do som do Festival, colocou microfones que captaram o som do público presente, transmitindo sua emoção para os que assistiam ao programa em casa.

### Imagens de arquivo: conflito- clímax- desfecho
Um documentário não precisa seguir as estruturas narrativas convencionais de um conto tal como Vladimir Propp dividiu em seu livro A Morfologia do Conto Maravilhoso, embora muitos personagens e situações possam se enquadrar em sua classificação. Em Uma noite em 67, as imagens de arquivo remetem muitos elementos narrativos previstos por Propp. Como conflito principal tem-se a disputa entre compositores por um prêmio e pelo reconhecimento de uma nação. Já a platéia era uma espécie de Deus que julgava aqueles que eram merecedores da glória, assim como os jurados do festival que de fato dotavam deste poder.
Caetano Veloso e Gilberto Gil tornaram-se heróis ao surpreenderem em suas apresentações. Interpretaram suas músicas com conjuntos de rock em um festival de música popular brasileira. De início vaiados, conseguiram contornar a opinião do público magistralmente. Sérgio Ricardo, por sua vez, ao se sentir acuado pelas vaias calorosas da platéia, quebra seu violão, iniciando o clímax da história. Tornando-se o vilão, logo seu castigo é revelado, sendo desclassificado do festival. O desfecho da história é a revelação da música ganhadora. Ponteio venceu e os mocinhos, Edu Lobo e  Marília Medalha, intérpretes, saíram  vitoriosos.

### Entrevistas: personagens sob o olhar do documentarista
Em qualquer documentário com entrevistas, dificilmente os personagens serão eles mesmos integralmente em frente as câmeras. Além disso, as impressões e visões dos diretores também acabam sendo expostas, seja pela forma como a entrevista é conduzida ou editada. Em Uma noite em 67, se vê um ambiente descontraído que permite a revelação de muitas histórias e emoções sinceras. As entrevistas desmistificam os personagens. 40 anos se passaram e é evidenciada então a humanidade deles, com seus medos, alegrias e tristezas. Algumas entrevistas chamam atenção pelo modo que os personagens ficaram retratados. Edu Lobo, fala daquela época com certo desanimo, como se o bom moço, outrora vitorioso, estivesse hoje apenas em busca de sossego. Gilberto Gil conta de forma excêntrica os conflitos que vivenciou naquele período. Já Chico Buarque se apresenta com uma mescla de indiferença e irreverência em relação ao passado que relembra.

## Elenco
- Caetano Veloso
- Chico Buarque
- Gilberto Gil
- Edu Lobo
- Roberto Carlos
- Sérgio Ricardo
- Nelson Motta
- Sérgio Cabral